# Деформація гірських порід
Деформація гірських порід — зміна відносного положення частинок порід, що викликає зміни розмірів, об'єму, форми ділянок масиву гірських порід. Відбувається в результаті дії статичних (гірничий тиск) чи динамічних (тектонічні рухи) навантажень; викидів вугілля та газів, вибухових робіт, термічного розширення, фазових перетворень, електричних і магнітних впливів у процесі ведення гірничих робіт.
Розрізняють пружні, пластичні та розривні деформації. При пружних деформаціях гірських порід після зняття навантаження форма тіла відновлюється. Пластичні та розривні деформації гірських порід незворотні. Більшість гірських порід при підвищенні навантажень зазнають всіх трьох стадій деформації. За переважним типом деформації всі гірські породи поділяються на пружно-крихкі (кварцити, граніти), пружно-пластичні (роговики, базальти) і пластичні (мармури, гіпс). У глинистих порід пружна деформація практично відсутня.
Небезпечна деформація гірських порід (земної поверхні) — при відкритих гірничих роботах — деформація відвалів, уступів і бортів кар'єрів, а також прилеглої до кар'єра території, яка може викликати аварії гірничо-транспортного обладнання і загрожує безпеці робіт у кар'єрах. Період небезпечних деформацій земної поверхні — період інтенсивних зрушень земної поверхні над відробленим простором з швидкістю осідання не менше 50 мм на місяць при пологому та похилому заляганні пластів і не менше 30 мм за місяць при крутому заляганні пластів. У період небезпечних деформацій можуть виникати значні пошкодження в підроблюваних спорудах.
Активна деформація гірських порід — процес деформації гірських порід, який характеризується тим, що в кожний наступний момент часу інтенсивність напруження в гірських породах та інтенсивність їх деформації будуть перевищувати значення деформації для попереднього моменту часу.
Вертика́льні деформа́ції — деформації земної поверхні або масиву гірських порід у вертикальній площині, які виникають внаслідок нерівномірності осідання при підробці.
Зона деформацій масиву гірських порід – область поширення фіксованих деформацій гірського масиву.
Зона можливого прояву руйнуючих деформацій – найбільш напружена область гірського масиву.

## Різновиди порід з різними деформівними властивостями
Усі гірські породи розподіляють на групи: незруйновані – скельні і напівскельні (у природному стані), зруйновані (штучні чи природно змінені і напівскельні, щільні, м'які та сипучі. Залежно від межі їх пружності використовують, різні способи їх розробки та технічні засоби їх розробки та технічні засоби механізації руйнування і копання.
До скельних відносять породи, які мають межу пружності при одноосному стисканні σс у шматку з насиченим водою стані (до 3…5%) понад 50 МПа. Сюди відносять більшість магматичних і метаморфічних порід (кварцити, граніти, базальт и, габро тощо), а також деякі осадові (міцні вапняки, кремністі конгломерати та ін.).
До напівскельних відносять породи, у яких межа пружності при одноосному стисканні у шматку з насиченим водою стані знаходиться в інтервалі 20…50 МПа. До них належать магматичні вивітрілі, метаморфічні та корінні осадові породи (сланці, мергелі, аргіліти, алевроліти, кам'яне та міцне буре вугілля тощо).
Щільні породи мають межу пружності на одноосне стискання в інтервалі 5…20 МПа. До них відносять тверді глини, крейду, буре та кам'яне вугілля. Вони здатні зберігати у масиві породи укоси під кутом 60…70˚ при висоті уступу 10…20 м. Їх можливо розроблювати гірничими машинами без попереднього руйнування при зусиллях копання понад 0,3…0,4 МПа.
М'які породи мають межу пружності на одноосне стискання в інтервалі 1…5 МПа і представлені глинами, суглинками, супісками, м'яким вугіллям тощо. Їх розроблюють без попереднього руйнування виїмковими машинами при зусиллях копання 0,2…0,3 МПа. Стійкість укосів здатна зберігатись під кутом 50…60˚ при висоті уступів 7…15 м.
Сипучі породи представлені однорідними пісками, кут укосу яких у насипах не перевищує кута внутрішнього тертя 19…37˚. Їх розроблюють при зусиллях копання 0,03…0,05 МПа.